# Beid

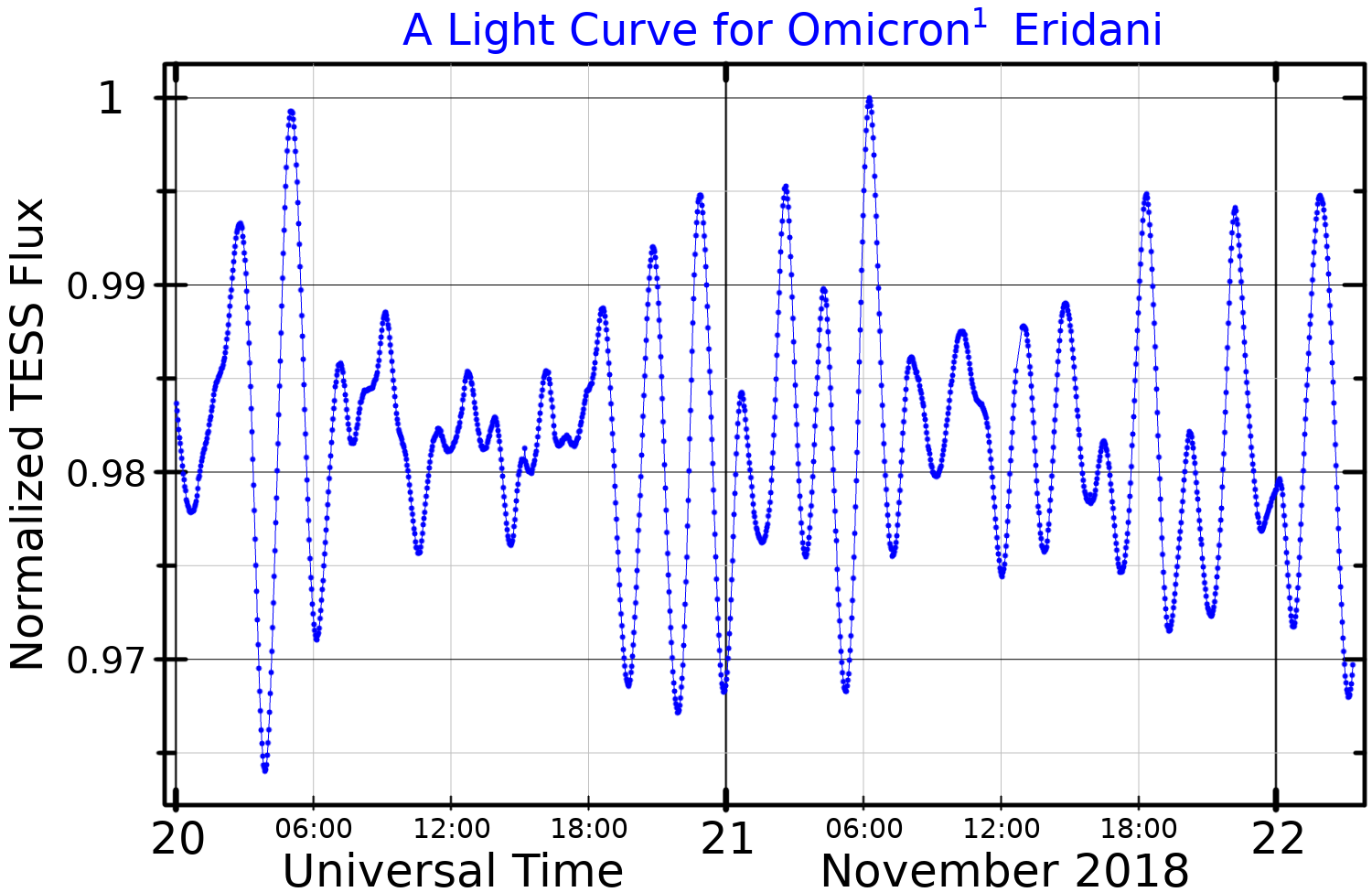
Lichtkromme van Beid

Beid (omikron1 Eridani) is een type F reus in het sterrenbeeld Eridanus (Rivier Eridanus). De ster staat een graad ten noordwesten van Keid (omikron2 Eridani) maar beide sterren vormen geen dubbelster, daar Keid veel dichter bij de zon staat (16,34 lj) dan Beid (124,9 lj).
Het koppel Omikron1 Eridani (Beid) en Omikron2 Eridani (Keid) kan, vanuit de Benelux gezien, als gidssterren fungeren om geostationaire satellieten waar te nemen.